# Vaillant (entreprise)
Pour les articles homonymes, voir Vaillant.

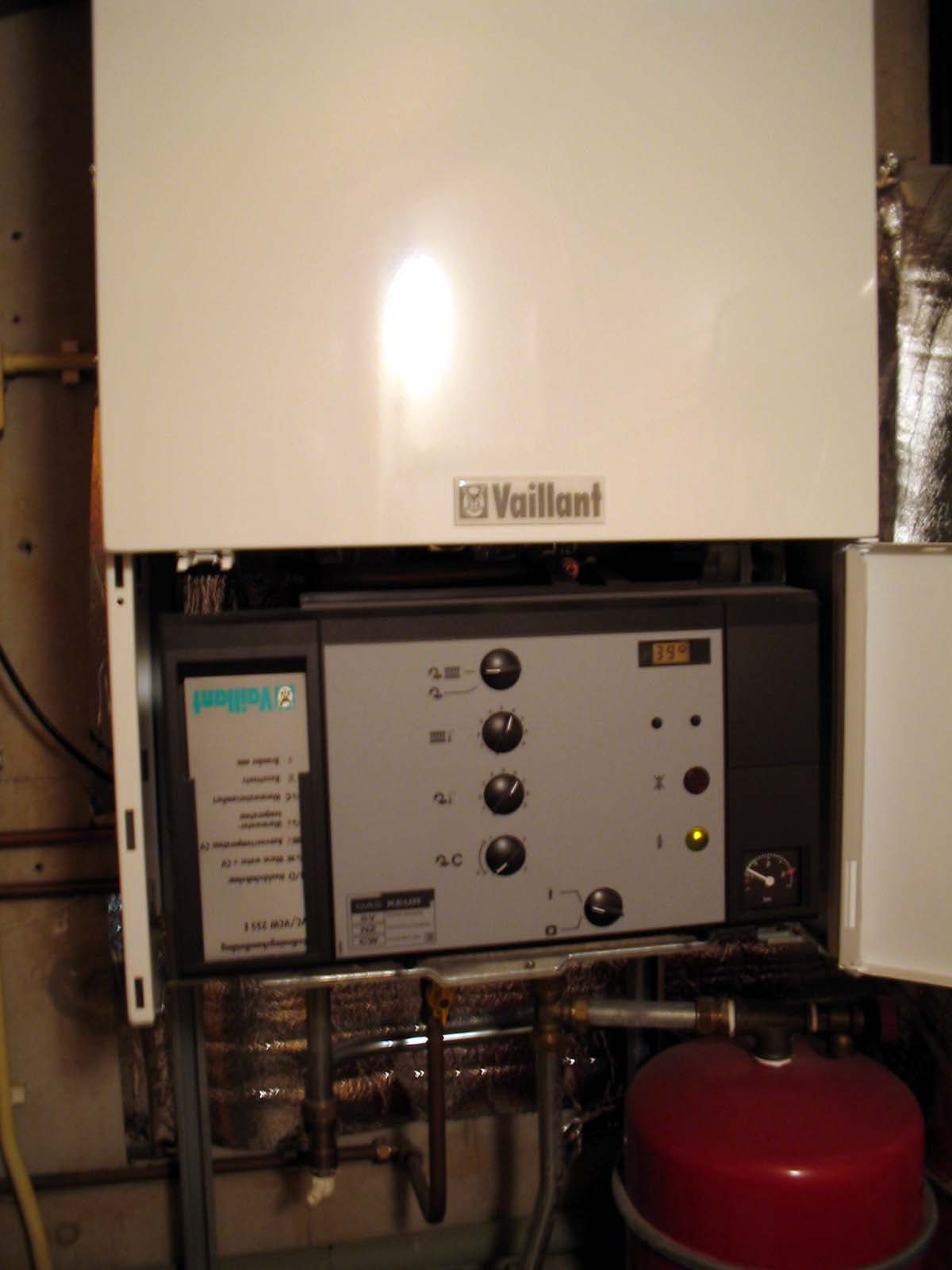
Une chaudière de la marque

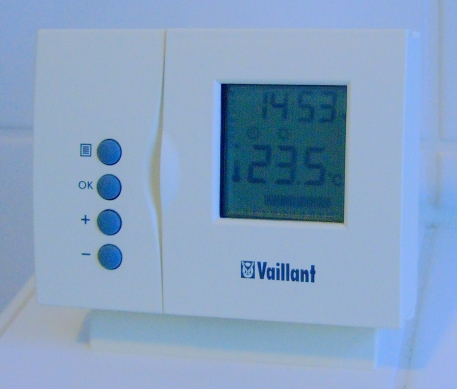
un contrôleur

Vaillant ([ˈvaɪlˌlant]) est le nom d’un groupe allemand spécialisé dans la production d’appareils et de systèmes de chauffage.

## Historique

### XIXesiècle
- 1874 - Fondation de l’entreprise Vaillant. Johann Vaillant, âgé de 23 ans, fils d’un tailleur, déclare dans le journal de Remscheid avoir créé une fabrique de cuivre et de pompes.
- 1894 - Dépôt du brevet pour un chauffe-eau à « système fermé » au gaz. Ce chauffe-eau permet pour la première fois de produire de façon hygiénique de l’eau chaude sans y retrouver des gaz de combustion. C’est une innovation dans le domaine des technologies de chauffage.
- 1899 - Johann Vaillant adopte le « lièvre de Pâques dans l’œuf » comme logo de Vaillant[1].

### XXesiècle
- 1905 - La version murale du chauffe-eau à gaz « Geyser » de Vaillant est disponible. La taille réduite de ce système permet l’installation d’un système de production d'eau chaude dans un appartement.
- 1908 - Vaillant produit son premier « Auto-Geysers ».
- 1924 - Vaillant développe une chaudière pour chauffage central. Il était précédemment nécessaire d'avoir un four ou foyer dans chaque chambre alors qu’avec cette innovation qui permet de chauffer toutes les pièces d’une maison depuis un endroit central, il est seulement nécessaire de disposer de radiateurs dans toutes les pièces.
- 1943 - Les bâtiments de l’usine Vaillant de Remscheid sont détruits dans un raid aérien.
- 1955 - Après que la reprise de la production en 1947, le millionième appareil Vaillant est fabriqué au mois d‘août. Au total, Vaillant a déjà fabriqué plus de 2 millions d‘appareils.
- 1959 - Vaillant est le premier fabricant de chauffe-bains sans raccordement cheminée.
- 1960 - Vaillant présente une nouvelle innovation sur le marché sous le nom de “Circo-Geyser MAG-C 20” : Le premier chauffe-eau murale au gaz à circulation.
- 1967 - Le “Combi-Geyser VCW 20“ combine pour la première fois le chauffage et la production d’eau chaude dans un seul appareil compact. L’appareil a un temps de chauffe court.
- 1970 - Internationalisation avec la création de filiales aux Pays-Bas, en Autriche, en Belgique, en France, au Royaume-Uni et en Italie.
- 1974 - Vaillant fête son centenaire, le 11 millionième appareil est vendu depuis la création de l’entreprise. Vaillant présente le premier combi-geyser à commande électronique VCW T3W. C’est la première chaudière murale au gaz avec l'ajustement automatique de la puissance de l’appareil par rapport à  la demande en chaleur. Cela permet d’allonger le temps de vie des appareils et d’améliorer leur efficacité.
- 1978 - Vaillant offre la première chaudière murale au gaz à ventouse. La pièce dans laquelle est placée la chaudière n’a plus besoin de ventilation continue puisque l’oxygène nécessaire à la combustion est puisé à l’extérieur du bâtiment.
- 1983 - Introduction de la gamme Thermoblock qui dispose d’un échangeur de chaleur en acier inoxydable à  modulation continue (40-100 %) et allumage électronique. Ces innovations ont comme conséquence une longueur de vie accrue, une consommation réduite et un fonctionnement tout confort de l’appareil.
- 1991 - Vaillant introduit le Thermoblock à basse toxicité. C'est le premier brûleur atmosphérique à mélange avec refroidissement à eau du monde. Ouverture de nouvelles filiales en Pologne, en République tchèque, en Hongrie et en Turquie.
- 1996 - Début de la production en interne de la chaudière murale à condensation et développement de la gamme des chaudières haut rendement. Introduction du processus de qualité « Vaillant Exzellenz ».
- 1997 - Extension de la gamme de produits par les systèmes solaires thermiques pour la production d’eau chaude sanitaire. Une première étape dans le renforcement  de la gamme des systèmes fonctionnant grâce aux sources d'énergie renouvelable.
- 1999 - 125 ans de Vaillant, 40 millions d'unités fournies. Le processus de qualité « Vaillant Exzellenz » développé depuis 1996  gagne le prix allemand de qualité.

### XXIesiècle

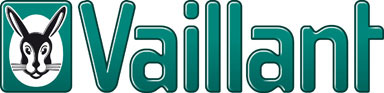
Ancien logotype de Vaillant jusqu’en 2021

- 2000 - Vaillant reprend le fabricant italien de chaudières Bongioanni Pensotti Kalore (BPK). Début de la gamme des chaudières Euro.
- 2001 - À l'exposition internationale sanitaire et de chauffage (ISH) de  Francfort, un prototype de chauffage à pile à combustible produit la chaleur et le courant du hall d'exposition 24 heures sur 24 pendant une période de cinq jours. 
Lancement de la gamme Compact de Vaillant. Cette chaudière combine de manière optimale le chauffage du bâtiment et la production d’eau chaude sanitaire. 
Rachat du groupe Hepworth-Heating : Vaillant et Hepworth fusionnent et forment le leader international du marché des chaudières. La vente des différentes marques reste complètement séparée.
- 2002 - Vaillant est la première entreprise à commencer un programme européen, appelé “Virtual Fuel Cell Power Plant, d'essai sur le terrain pour des chaudières à pile à combustible. Dix partenaires européens participent à ce projet d’une valeur de 8.6 millions d'Euros.
- 2003 - Vaillant propose la norme pour la télésurveillance et la commande à distance « en-ligne » des chaudières, des pompes à  chaleur et des systèmes solaires avec le vrnetDIALOG. Pour la première fois il est possible de surveiller et d’ajuster à distance  un système de chauffage.
- 2004 - Lancement de la sonde CO. Pour la première fois, la qualité de la combustion d'une chaudière est mesurée, surveillée et optimisée sans interruption grâce à une sonde à CO. Prix de l’innovation de l'industrie allemande du gaz.
- 2005 - Nouvelle génération de chaudière à condensation au gaz en Europe, la gamme ecoTEC.
- 2006 - Introduction de la chaudière à condensation au mazout icoVIT qui utilise de manière optimale l’énergie et qui dispose d’une combustion à basse toxicité. Cette génération d’appareil  fait du mazout une alternative à la technologie des chaudières au gaz à condensation du point de vue des émissions.
- 2007 - La production de leurs propres pompes à  chaleur air-eau signifie que Vaillant développe encore la gamme des produits des systèmes à l’énergie renouvelables. La pompe à  chaleur de Vaillant remporte le test des biens de consommation (Stiftung Warentest). Première implantation sur le marché asiatique
- 2010 : La pompe zeoTHERM
- 2011 : Régulateur de confort intuitif - calorMATIC. La centrale de cogénération individuelle: système à micro-cogénération ecoPOWER 1.0
- 2012 : Le système hybride combine les pompes à chaleur et chaudières
- 2013 : La péniche Vaillant fait le tour de l'Europe
- 2014 : Vaillant a 140 ans
- 2015 : Inauguration sur le site industriel de Reimscheid (Allemagne) d'un Centre d'Expérience de la marque.
- 2016 : Vaillant lance son label Green IQ
- 2017 : Vaillant fête les 10 ans de la gamme ecoTEC
- 2018 : Vaillant adopte une nouvelle signature

## Vaillant group
Vaillant Group, entreprise à dimension internationale créée il y a plus de 135 ans, est :
- le 2e fabricant de technologies de chauffage sur le marché européen[Quand ?]
- présente dans plus de 20 pays au travers de filiales et de marques nationales (Saunier Duval en France)
- exporte dans plus de 60 pays

Vaillant Group conçoit et fabrique ses produits dans ses sites de production répartis en Allemagne, France, Angleterre,  Espagne, Italie, Slovaquie, Turquie et Chine, utilisant les énergies renouvelables, notamment le solaire thermique et les pompes à chaleur géothermiques et aérothermiques, des systèmes hybrides, qui combinent différentes sources d'énergies renouvelables et des solutions traditionnelles de chauffage.
En Europe, le remplacement des solutions de chauffage existantes peut faire économiser 30 % des coûts en énergie et réduire de la même manière les émissions de CO2 de 30 %[réf. nécessaire].
L'expansion significative de l'activité pompes à chaleur du fabricant allemand au cours de l'exercice 2022 permet d'augmenter le chiffre d'affaires de 11 % à 3,7 milliards d'euros, tandis que le nombre d'employés dans l'ensemble du groupe passe de 16 000 à environ 17 000.

## Vaillant Belgique
La filiale belge de Vaillant GmbH, technologies de chauffage est située à Drogenbos et occupe 120 personnes. Vaillant est présent sur le marché belge depuis 60 ans et est leader du marché avec un chiffre d'affaires annuel de 65 millions d'euros en 2009.
En Belgique, Vaillant est spécialisé dans la fabrication de chaudières murales à condensation au gaz, mais dispose aussi dans sa gamme de chaudières à condensation sol au gaz mais aussi de chaudières au mazout. Vaillant développe ses activités dans les énergies alternatives telles que l’énergie solaire et la géothermie au travers de panneaux solaires thermiques et de pompes à chaleur.

## Vaillant France
Vaillant France est la filiale du groupe, spécialisée dans la production d’appareils et de systèmes de chauffage.
En 1930, la société Perlia (anciennement Homann France) est créée et devient le premier importateur de produits Vaillant en France.
Le 1er janvier 1955, Vaillant ouvre une filiale française à Paris, boulevard Voltaire. À la fin des années 1970, Vaillant France s’installe dans des locaux à Orly, en face du centre commercial de Belle Epine. Deux entrepôts permettent de stocker sur place les produits venus d’Allemagne.
Des agences s’ouvrent également à Metz, Lyon, Toulon, Limoges, Toulouse, Rennes. Au cours des années 1980, elles seront supprimées ou bien remplacées par Nantes, Strasbourg ou Marseille.
En 1995, le stockage étant confié à un prestataire, Stockalliance à Orléans, Vaillant France quitte les locaux d’Orly pour aller à Créteil. Dix ans plus tard, nouveau déménagement à la suite du rachat par Vaillant Group de Saunier Duval : les nouveaux locaux seront désormais à Fontenay-sous-Bois.
Dans les années 1950, la gamme des chauffe-eau “MAG” s’étoffe. Elle est déclinée en plusieurs couleurs et permet d’avoir de l’eau chaude en grande quantité.
En 1960, Vaillant lance le « circo-Geyser MAG C 20 », un chauffe-eau mural à gaz, et devient avec ce produit un fournisseur sur le marché des appareils de chauffage central mural.
En 1967, Vaillant est le premier fabricant à réunir chauffage et préparation d’eau chaude sanitaire en un seul appareil : le « combi-Geyser VCW 20 ». Ce modèle dispose d’un rapide temps de chauffe.
Le « combi-Geyser VCW 20 » sera suivi par les modèles VCW T1, T2 puis T3, qui adopteront le concept innovant de micro-accumulation 100 % gaz. 
La chaudière murale T3 sera commercialisée sur le marché français pendant près de quinze ans. Elle sera progressivement relayée par la thermoCOMPACT en 1985, qui deviendra la thermoTOP à partir de 1993. C’est en 1996 que la nouvelle thermoTOP 4 voit le jour. 
Parallèlement aux chaudières murales, Vaillant propose également dans les années 1980 une gamme de chaudières au sol gaz et fioul haut rendement, nommées VKS, VKU et GP ; des chaudières en fonte VKO ; ainsi que quelques pompes à chaleur (réservé au marché allemand).
En 1994, Vaillant lance sur le marché français la chaudière murale gaz atmoTEC, une chaudière murale « basse émission ». Un modèle considéré comme l’orfèvrerie en matière de production d’eau chaude sanitaire et qui obtiendra le label « Ange bleu » de l’environnement.